# Мама (телеканал)
«Мама» — российский телеканал для родителей. Начал вещание 17 сентября 2007 года под названием «Мать и Дитя», затем после смены владельца был переименован в телеканал «Мама». Официальный слоган: «Для родителей, которым интересно с детьми». Канал формировал современную позитивную философию родительства, помогает лучше понимать детей и растить их счастливыми.

## История
Телеканал был запущен в Москве 17 августа 2007 года, принадлежит «ВГТРК» (ранее «НКС Медиа», входившего в группу лиц ОАО «Ростелеком»). «НКС Медиа» занималась производством и распространением телеканала с 2011 по 2013 год. В 2015 году после объединения активов ВГТРК и «Ростелекома» телеканал стал частью пакета тематических телеканалов «Цифровое телевидение». Целевая аудитория — женщины 25—54 лет.
В 2011 году под руководством нового генерального продюсера «НКС Медиа» Веры Оболонкиной канал был переформатирован. Изменилась концепция канала: к прикладной информации о воспитании детей добавились программы о стиле жизни современных родителей. Осенью 2011 года изменились стиль, логотип и эфирная сетка канала.
1 февраля 2015 года канал переименован в телеканал «Мама». Концепция вновь претерпела изменения — теперь это телеканал для мам и тех, кто готовится стать ими.
18 марта 2024 года канал меняет сетку вещания. Канал начал сокращать познавательные программы для родителей, однако некоторые продолжают показ.  Большее время для детей уделено мультсериалам.

## Содержание канала
Наполнение канала «Мама» охватывало темы планирования семьи, беременности, родов, и т. д. 60 % контента канала составляют программы собственного производства, а 40 % — зарубежные тематические документальные фильмы, реалити-шоу и программы.

### Программы собственного производства
Обновлённый телеканал «Мама» с 1 февраля 2015 года начал вещание новых телепрограмм:

#### Бывшие
- Информационный блок «Мама» — центральный студийный формат, объединяющий в себе разнообразные рубрики и сюжеты, которые отвечают на все самые актуальные вопросы будущих и настоящих мам. Рубрики: подзарядка, рецепты красоты, семейный доктор, олимпийский резерв, книжная лавка, в мире вещей, папа рядом, МУЛЬТ-терапия, своими руками, послушный ребёнок.

Ведущие проекта — Ирена Понарошку и Александр Пряников.
- «Детское меню» — кулинарная программа. Ведущая Лика Длугач знакомит родителей с интересными рецептами детского меню, даёт советы приучения ребёнка к здоровому образу жизни. В новом сезоне популярная программа вышла в обновлённом формате — теперь ведущая будет готовить на новой кухне вместе со своими детьми!
- «Большая прогулка» — реалити-шоу о том, как провести выходные с пользой для всей семьи. Куда поехать, чем заняться, чтобы было интересно всем членам семьи?! Наши ведущие — папа, мама, сын и дочь — расскажут и покажут, как можно с пользой для всей семьи проводить время в разных городах, на рыбалке, в кемпинге, в доме отдыха и т. д. В программе — все детали поездки: маршрут, финансовые затраты, живые впечатления родителей и их детей.
- «Взрослые дети»
- «В ожидании чуда» — реалити-шоу в формате дневника беременности. Как проходит беременность? Чего можно ожидать? Как изменится жизнь? Все эти вопросы волнуют будущих мам. Съёмочная группа программы наблюдает за состоянием беременной женщины с момента появления двух полосок на тесте и до рождения ребёнка, отвечает на все вопросы в период беременности.
- «Олимпийский резерв»
- «Первые минуты жизни» — программа о жизни младенца сразу после рождения. Семья привозит ребёнка из роддома, но что делать дальше? Программа показывает сложности, с которыми сталкиваются родители в первый год жизни ребёнка, и на примере конкретной семьи показывает, как с ними справиться.
- «Беременность из пробирки» — программа о том, как забеременеть при помощи ЭКО Наблюдение за реальной жизнью пары, которая решилась на ЭКО. Программа рассказывает обо всех этапах процедуры, особенностях и сложностях. Результат ЭКО в каждой семье непредсказуем.
- Межпрограммки — короткие 3-х минутные программы разных тематик. В перерывах телепрограмм мы вас радуем приятными межпрограммами: baby animals, детский лепет, забавное видео, имена, кстати, гороскоп, сонник.
- «Мамы в танце» — рейтинговое американское реалити о детском танцевальном конкурсе и конфликтах между мамами танцоров. Главный вопрос программы: какую цены готовы заплатить родители за успех ребёнка.
- «Школа доктора Комаровского» — ток-шоу знаменитого педиатра о здоровье детей и атмосфере в семье вокруг ребёнка. Популярный педиатр — Евгений Комаровский — продолжает пропаганду здравого смысла в лечении детей. Его оригинальные взгляды основаны на очевидных научных истинах, но до сих пор являются поводом для жарких споров между целыми поколениями родителей.
- Документальные циклы — лучшие документальные проекты, российские и зарубежные, на темы материнства, возрастной психологии и семейных отношений. «Малыши», «В утробе», «Как вырастить гения», «Чувства человека» и др.
- «Мир занимательных игр с ребёнком» — программа с комплексами упражнений для всестороннего развития детей.
- «Мамы в тренде» — передача о преображении мам с помощью дизайнеров.
- «Свежий воздух» — программа с историями и советами от звёзд и экспертов о сохранении семейного счастья.
- «Большое путешествие» — программа о комфортных путешествиях с ребёнком с ведущей Ольгой Мальцевой.
- «У мамы вкуснее?!» и «У папы вкуснее?!» — кулинарные шоу с Ликой Длугач и Александром Пряниковым.
- «Верните моё тело» — программа о похудении с врачом-диетологом Алексеем Ковальковым.
- «Женские штучки»
- «Мировой рынок»
- «Спорт - это наука»
- «Микроистория»
- «Видимое невидимое»
- «Планета собак»
- «Путь к Великой Победе»
- «Съедобное или несъедобное»
- «Мастерская Умелые ручки»
- «Волга лайк. 10 поводов»
- «Неокухня»
- «Проще простого!»

### Нынешние
- «Время малышей» — время для самых маленьких.
- «Цветняшки» — развлекательный сериал-мюзикл для детей до 6 лет, направленный на всесторонне развитие детей в игровой форме.
- «Деревяшки» — развлекательный музыкальный сериал для самых маленьких.
- «Катя и Эф. Куда-угодно-дверь» — увлекательный мультсериал о приключениях и знакомствах с устройствами различных предметов, механизмов и предприятий.
- «Друзья на все времена»
- "Лео и Тиг" (+спин-офф "Волшебные песни")
- "Лунтик"
- "Барбоскины"
- "Смешарики " (+спин-оффы)
- "Дракоша Тоша"
- "Грузовичок Лева"
- "Машинки Мокас"
- "Кошечки-Собачки" (+спин-офф "Милые песни")

## Вещание
Телеканал «Мама» входит в расширенный социальный пакет компании ОАО «НКС» в Москве (более 3 млн абонентов) и ОАО «ТКТ» в Санкт-Петербурге (более 1 млн абонентов). Телеканал распространяется на территории России и в странах СНГ и Балтии крупнейшими операторами кабельного и спутникового ТВ (ОАО «РОСТЕЛЕКОМ», ЗАО "Компания «ЭР-Телеком», ОАО «МТС», ОАО «Вымпел-Коммуникации» («Билайн»), ЗАО «Акадо», ОАО «МегаФон» и др.).

## Награды телеканала

### 2009
Телеканал «Мама» — дипломант Национальной премии «Золотой Луч» за программы, посвящённые вопросам материнства и детства.

### 2008
Телеканал «Мама» — лауреат 1 степени II Евразийского телеконкурса «Я — Человек» за передачу «Наше всё!».